# You Can’t Do That on Stage Anymore Vol. 5
A You Can't Do That on Stage Anymore Vol. 5 című dupla CD Frank Zappa koncertfelvételekből összeállított hatrészes sorozatának ötödik darabja, 1992-ben jelent meg a Rykodisc kiadásában. Az egyes részek folytatólagosan, egymás után jelentek meg, de az 5. és 6. rész kiadásakor a CD-k tárolására alkalmas díszdobozt is kiadtak.

## A sorozatról
Frank Zappa fülszövege – kisebb eltérésektől eltekintve mind a hat részben ez olvasható:
ÁLTALÁNOS INFORMÁCIÓK
Ennek a sorozatnak az összeállítása több mint 20 évet vett igénybe. A gyűjtemény eddig meg nem jelent, utólagos korrekciót nem tartalmazó élő anyagokból ad széles válogatást a legkorábbiaktól (kétsávos analóg) a legfrissebb, az 1988-as big-band turnén készült (48 sávos digitális) felvételekig.
Nagy figyelmet fordítottunk a lehető legjobb hangminőség biztosítására, és ugyan az eredeti Mothers of Invention korai felvételei “hi-fi”-nek éppen nem nevezhetők, azoknak a kedvéért illesztettük őket mégis ide, akik még mindig abban a hiszemben élnek, hogy az egyedüli “jó" felvételek ettől a zenekartól származnak. Néhány későbbi felállással való összehasonlítás végre pontot tehet ennek a különös fantazmagóriának a végére.
EZ AZ ÖSSZEÁLLÍTÁS NEM KRONOLOGIKUS.
Bármely év bármely zenekarának játéka összefolyhat (és gyakran össze is folyik) bármely másik év bármely másik zenekarának játékával – néha egy dal közepén.
A kiválasztott dalok válaszok lehetnek a következő hipotetikus kérdésekre:
1.  Ez-e a legjobb felvétele ENNEK A DALNAK - ETTŐL A ZENEKARTÓL?
2.  Van-e az előadásnak bármilyen “folklorisztikus” jelentősége?
3.  Ez az adott dal első felvétele-e?
4.  A darab egy rögtönzött alkalom egyszeri és megismételhetetlen felvétele-e?
5.  Van-e benne egy jó szóló?
6.  Ad-e “koncepciófolytonossági kulcsot” a teljes lemezgyűjteménnyel rendelkező keményvonalas rajongóknak?
7.  Segíti-e a dal az album stilisztikai felépülését kontraszt vagy feloldás révén?
8.  Van-e az előadásról film- vagy videó-felvétel?

Reméljük, a “YOU CAN’T DO THAT ON STAGE ANYMORE” elnyeri tetszését és adandó alkalommal időt tud szakítani a teljes kollekció mind a 13 órájának meghallgatására.
A “YOU CAN’T DO THAT ON STAGE ANYMORE” sorozatot a rajta játszó zenészeknek és az őket 25 éve elfogadó hallgatóságnak ajánlom.
Köszönöm.

## A lemezről
A dupla CD első lemeze az eredeti Mothers of Inventionnek van szentelve, 1965 és 1969 közötti koncert- és stúdiófelvételekkel, illetve a színpadon vagy azon kívül felvett rögtönzésekkel, bolondozásokkal (ilyen a "German Lunch" című "jelenet", ahol az együttes berlini vámellenőrzési procedúráját adják elő).
A második lemez az 1982-es felállás előtt tiszteleg – Frank Zappa a kísérőfüzetben:
"Az 1982-es csapat gyönyörűen tudott játszani, ha akart. Nagyon sajnálatos, hogy a kor közönsége nem értette meg, hogy nem célunk hogy a színpadra dobált "szeretetnyilvánításaik" céltáblái legyünk (Milánóban használt fecskendőket dobtak fel).
Bár a lemez anyaga több különböző városból származik (Genf, München, Balzano, Frankfurt) hangulatilag egy (csonka) koncertként van megszerkesztve, a drámai – a 82-es turnéra jellemző – befejezéssel ("Geneva Farewell"):
FZ: Oké, ha még egyszer valaki bármit is feldob a színpadra, a koncertnek vége.
Bobby Martin (franciául): Keressük meg azokat, akik cigarettát dobnak a színpadra, és... ne dobáljatok semmit a színpadra. Ne dobáljatok semmilyen tárgyat. Keressük meg azokat, akik cigarettát dobálnak a színpadra...
...
FZ: Világítást kérek. A koncertnek vége.

## A lemez számai
Mindegyik számot Frank Zappa írta, kivéve ahol ez másként van feltüntetve.

### Disc one
1. The Downtown Talent Scout – 4:01
2. Charles Ives – 4:37
3. Here Lies Love (Martin, Dobard) – 2:44
4. Piano/Drum Duet – 1:57
5. Mozart Ballet  (Zappa, Wolfgang Amadeus Mozart) – 4:05
6. Chocolate Halvah  (Lowell George, Roy Estrada, Zappa) – 3:25
7. JCB & Kansas on the Bus #1  (Kanzus, Black, Kunc, Barber) – 1:03
8. Run Home Slow: Main Title Theme – 1:16
9. The Little March – 1:20
10. Right There (Estrada, Zappa) – 5:10
11. Where Is Johnny Velvet? – 0:48
12. Return of the Hunch-Back Duke – 1:44
13. Trouble Every Day – 4:06
14. Proto-Minimalism – 1:41
15. JCB & Kansas on the Bus #2 (Kanzus, Black, Kunc, Barber) – 1:06
16. My Head? (MOI) – 1:22
17. Meow – 1:23
18. Baked-Bean Boogie – 3:26
19. Where's Our Equipment? – 2:29
20. FZ/JCB Drum Duet – 4:26
21. No Waiting for the Peanuts to Dissolve – 4:45
22. A Game of Cards  (Zappa, Motorhead Sherwood, Art Tripp, Ian Underwood) – 0:44
23. Underground Freak-Out Music – 3:51
24. German Lunch (MOI) – 6:43
25. My Guitar Wants to Kill Your Mama – 2:11

### Disc two
1. Easy Meat – 7:38
2. The Dead Girls of London (Zappa, L. Shankar) – 2:29
3. Shall We Take Ourselves Seriously? – 1:44
4. What's New in Baltimore? – 5:03
5. Moggio – 2:29
6. Dancin' Fool – 3:12
7. RDNZL – 7:58
8. Advance Romance – 7:01
9. City of Tiny Lites – 10:38
10. A Pound for a Brown on the Bus – 8:38
11. Doreen – 1:58
12. The Black Page, No. 2 – 9:56
13. Geneva Farewell – 1:38

## A zenészek

### 1965-69
- Frank Zappa – karmester, gitár, ének
- Dick Kunc – ének, beszéd, hangmérnök
- Kanzus J. Kanzus – ének, beszéd
- Dick Barber – vocals, beszéd, hangeffektek
- Lowell George – gitár, ének
- Elliot Ingber – gitár
- Roy Estrada – basszusgitár, ének
- Don Preston – elektronika, billentyűs hangszerek
- Bunk Gardner – tenorszaxofon, trombita
- Motorhead Sherwood – baritonszaxofon, vocals
- Ian Underwood – klarinét, altszaxofon, elektromos zongora, zongora
- Billy Mundi – dobok
- Art Tripp – dobok
- Jimmy Carl Black – dobok, ének, beszéd
- Ray Collins – csörgődob
- Noel Redding – tánc

### 1982
- Frank Zappa – szólógitár, ének,
- Steve Vai – gitár
- Ray White – gitár, vocals
- Scott Thunes – basszusgitár
- Tommy Mars – billentyűs hangszerek, ének
- Ed Mann – ütőhangszerek
- Bobby Martin – szaxofon, billentyűs hangszerek, ének
- Chad Wackerman – dobok

### Technikai stáb
- John Judnich – hangmérnök
- Bob Stone – remix

## Külső hivatkozások
- Szövegek és információk – az Information Is Not Knowledge honlapról
- A megjelenés részletei – a Zappa Patio honlapról